# Hannah Reid
Pour les articles homonymes, voir Reid.
Hannah Reid, née le 30 décembre 1989, est la chanteuse et compositrice principale du groupe anglais London Grammar.

## Biographie
Reid a grandi à Acton et est allée à l'école dans l'ouest de Londres. Elle a reçu une formation vocale et a voulu faire carrière dans la psychanalyse, en travaillant comme coiffeuse et dans un bar, avant d'aller à l'université. Elle prévoyait initialement de devenir actrice après avoir obtenu une Bourse d'études en théâtre. Reid étudia l'histoire de l'art et l'anglais à l'Université de Nottingham, où elle a rencontré le guitariste Dan Rothman dans une résidence universitaire. Avec Rothman et Dominic 'Dot' Major, elle a fondé le groupe London Grammar en 2009.
La bataille d'Hannah contre le trac a été largement rapportée ; dans une interview, elle a dit à propos d'être sur scène « (...) parfois les nerfs ne se lèvent pas du tout, et je me sens juste horrible et paniquée tout au long. ». Pour aider à combattre cette phobie, elle a commencé à pratiquer l'Emotional Freedom Technique (EFT). Elle a été prise au milieu d'une polémique sur Twitter après que le Radio 1 Breakfast Show a envoyé un tweet sexiste à propos de son apparence. Reid est également connue pour sa large gamme vocale et sa voix de contralto émotive,,.